# Levi Miller
Levi Zane Miller (Brisbane, Australia; 30 de septiembre de 2002) es un actor y modelo australiano. 
Su debut internacional fue como el protagonista Peter Pan en la película Pan (2015).

## Biografía
Miller creció en Greenslopes, un suburbio de Brisbane. Tiene dos hermanas, Tiarnee y Brittany. Asistió a la Escuela Estatal de Holland Park, terminó primaria en 2014 y asiste a la escuela secundaria en Brisbane. 

## Carrera cinematográfica
Ha aparecido en A Heartbeat Away (2012) con Sebastian Gregory, Isabel Lucas y William Zappa; y en cortos como Akiva (2010) y Great Adventures (2012). Además, es modelo de Ralph Lauren para la colección de niños de Polo, RL Kids. Gracias a su éxito en Pan. También ha participado en las siguientes películas: A Wrinkle in Time (2018), Jasper Jones (2017), Cuidado con los extraños (2016) y Siempre estarás conmigo (2016).

## Filmografía completa

### Cine
| Cine | Cine                            | Cine                            | Cine                            | Cine            | Cine                   |
| Año  | Título                          | Título                          | Título                          | Rol             | Director               |
| Año  | Título original                 | Título en España                | Título en Hispanoamérica        | Rol             | Director               |
| ---- | ------------------------------- | ------------------------------- | ------------------------------- | --------------- | ---------------------- |
| 2010 | Akiva (Cortometraje)            | Akiva (Cortometraje)            | Akiva (Cortometraje)            | Lavi            | Katrina Irawati Graham |
| 2011 | A Heartbeat Away                | A Heartbeat Away                | A Heartbeat Away                | Chico           | Gale Edwards           |
| 2012 | Great Adventures (Cortometraje) | Great Adventures (Cortometraje) | Great Adventures (Cortometraje) | joven Billy     | Gerard Lambkin         |
| 2015 | Pan                             | Peter Pan: Viaje a Nunca Jamás  | Peter Pan                       | Peter Pan       | Joe Wright             |
| 2016 | Better Watch Out                | Cuidado con los extraños        | Safe Neighborhood               | Luke            | Chris Peckover         |
| 2016 | Red Dog: True Blue              | Siempre estarás conmigo         | Red Dog: True Blue              | Mick            | Kriv Stenders          |
| 2017 | Jasper Jones                    | Jasper Jones                    | Jasper Jones                    | Charlie Bucktin | Rachel Perkins         |
| 2018 | A Wrinkle in Time               | Un pliegue en el tiempo         | Un viaje en el tiempo           | Calvin O'Keefe  | Ava DuVernay           |
| 2019 | American Exit                   |                                 |                                 | Leo             | Tim McCann             |
| 2021 | Streamline                      |                                 |                                 | Benjamin Lane   | Tyson Wade Johnston    |

### Televisión
| 2011 | Terra Nova | General Philbrick (Niño) | "Vs."                                         |
| 2015 | Supergirl  | Carter Grant             | Temporada 1 Episodio 5: "How Does She Do It?" |